# Fujiko·F·Fujio Museum
Le Fujiko·F·Fujio Museum (藤子・F・不二雄ミュージアム, Fujiko·F·Fujio Myūjiamu) est un musée d'art situé à Kawasaki, dans préfecture de Kanagawa au Japon. Il est dédié à l'œuvre de Hiroshi Fujimoto, connu sous son pseudonyme de Fujiko F. Fujio, mangaka célèbre pour avoir créé Doraemon.

## Historique
Le musée a été initié à la suite d'une proposition de Masako Fujimoto, l'épouse de Hiroshi Fujimoto, qui souhaitait partager les œuvres de son mari avec le public, en particulier les enfants ayant grandi avec ses mangas. En collaboration avec Fujiko Pro et la ville de Kawasaki, où l'artiste a vécu pendant 35 ans (de 1961 à 1996), le projet a abouti à l'ouverture du musée le 3 septembre 2011.

## Collections
Le musée possède environ 50 000 dessins originaux. La collection permanente du musée comprend :
- une salle d'exposition présentant des dessins originaux de Fujiko F. Fujio, mettant en avant son processus créatif.
- une reconstitution fidèle de l'espace de travail de l'artiste, incluant son bureau, sa bibliothèque et des objets personnels.
- un théâtre projetant de courts métrages exclusifs, certains avec sous-titres en anglais.
- une aire de jeux extérieure, avec des statues des personnages emblématiques comme Doraemon, Nobita ou Piisuke.
- un café servant de plats liés à l'univers de Doraemon[3].
- une boutique de souvenirs.

Les expositions temporaires sont régulièrement proposées.

## Accès et informations pratiques
Le musée est situé à environ 30 minutes du centre de Tokyo. Les visiteurs peuvent y accéder :
- par le train via la ligne Odakyū Odawara jusqu'à la gare de Noborito, suivi d'un trajet en navette.
- par la ligne Nambu jusqu'à la gare de Shukugawara.

Le musée est ouvert de 10h à 18h et est généralement fermé le mardi.
Les tarifs sont les suivants :
- Adultes (18 ans et plus) : 1 000 yens
- Adolescents (13-17 ans) : 700 yens
- Enfants (4-12 ans) : 500 yens
- Gratuit pour les enfants de 3 ans et moins